# Cayenne (Nederlands gebied)
In het jaar 1658 wist de WIC Cayenne op de Fransen te veroveren. Onder de Hollandse kolonisten bevond zich een aanzienlijke groep joden.
In 1659 gaf de WIC een groep Braziliaanse joden toestemming om op Cayenne plantages op te richten. Deze joden waren vanwege hun geloof uit Portugal verdreven Portugezen.
De Fransen vielen het daaropvolgende jaar de Nederlandse kolonisten aan in een poging de kolonie te heroveren. De Nederlanders wisten de aanval echter af te slaan omdat ze de vestingen van de voormalige machthebbers inmiddels flink versterkt hadden.
Een Nederlandse Commandeur had het bevel over de kolonie.
Er werden er nieuwe nederzettingen en enkele plantages gesticht. Na verschillende Franse aanvallen op de kolonie werd in 1664 het bevel weer aan de voormalige machthebbers teruggegeven. Dit mede omdat de kolonisatie niet goed op gang wilde komen waardoor er geen winstgevende handel mogelijk was.
In 1676 veroverden de Nederlanders Cayenne opnieuw tijdens de Hollandse Oorlog. Een jaar later heroverden de Fransen het en werd het definitief een departement van Frankrijk.
Heden ten dage is het Arrondissement Cayenne een van de twee arrondissementen van het Frans overzees departement Frans-Guyana met als hoofdstad  Cayenne. De cayennepeper is genoemd naar Cayenne.